# SO Cholet
Stade Olympique Choletais, kortweg SO Cholet, is een Franse voetbalclub uit Cholet in de regio Pays de la Loire.
De club werd in 1913 opgericht als Club Olympique Choletais en had tussen 1943 en 1946 de naam Club des Antennes Choletaises . In het seizoen 1975/76 kwam de club uit in de Ligue 2. In 2017 won SO Cholet poule A van het CFA en promoveerde naar het Championnat National. In 2024 eindigde de club op een degradatieplaats, maar moest door financiële problemen een grote stap terugzetten uit de nationale reeksen en ging in de Régional 3 terug van start.